# 栞

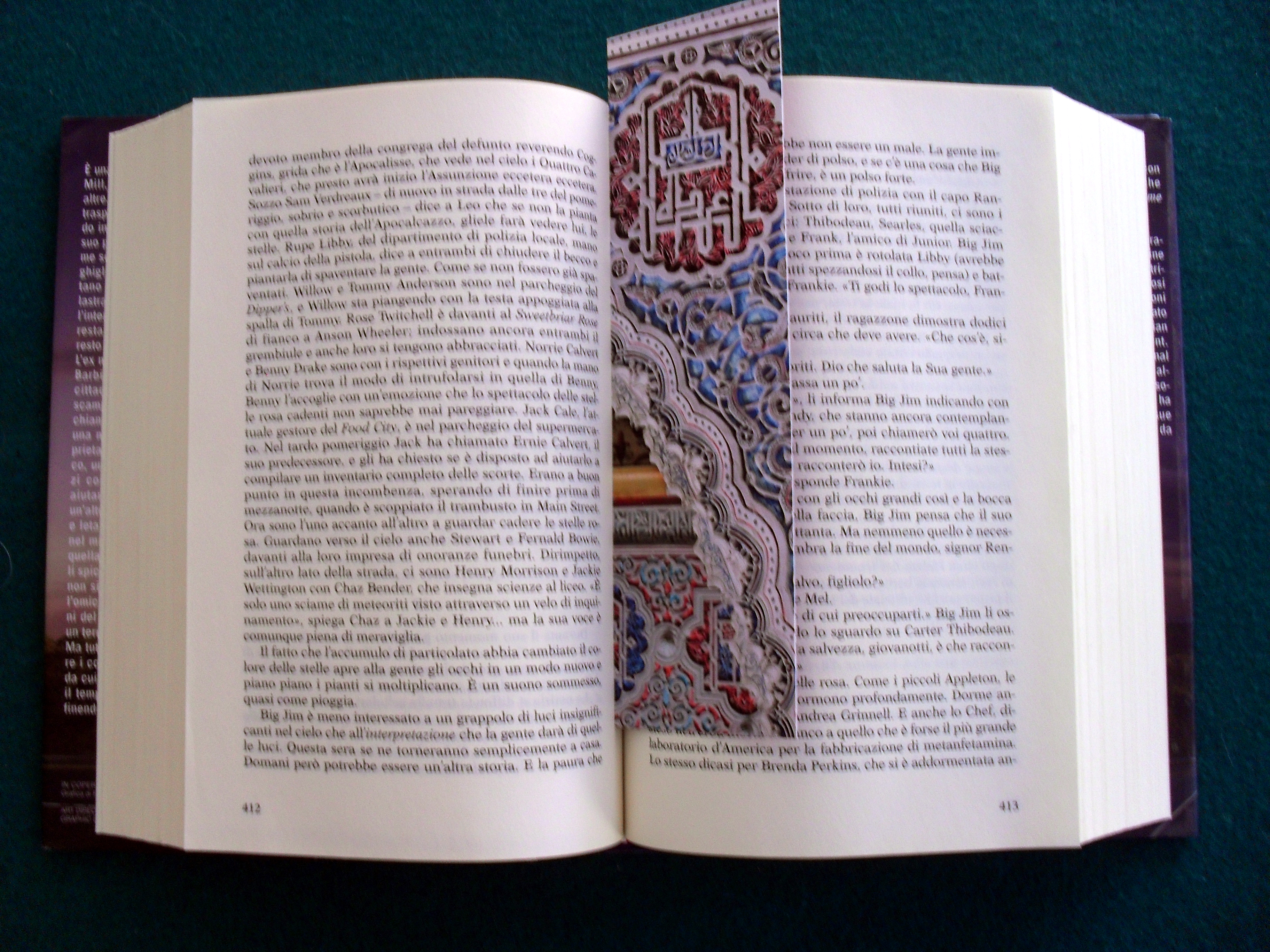
しおりの一例

栞（しおり、英語：bookmark）は、本のページに目印を付けるもの。

## 形状・種類

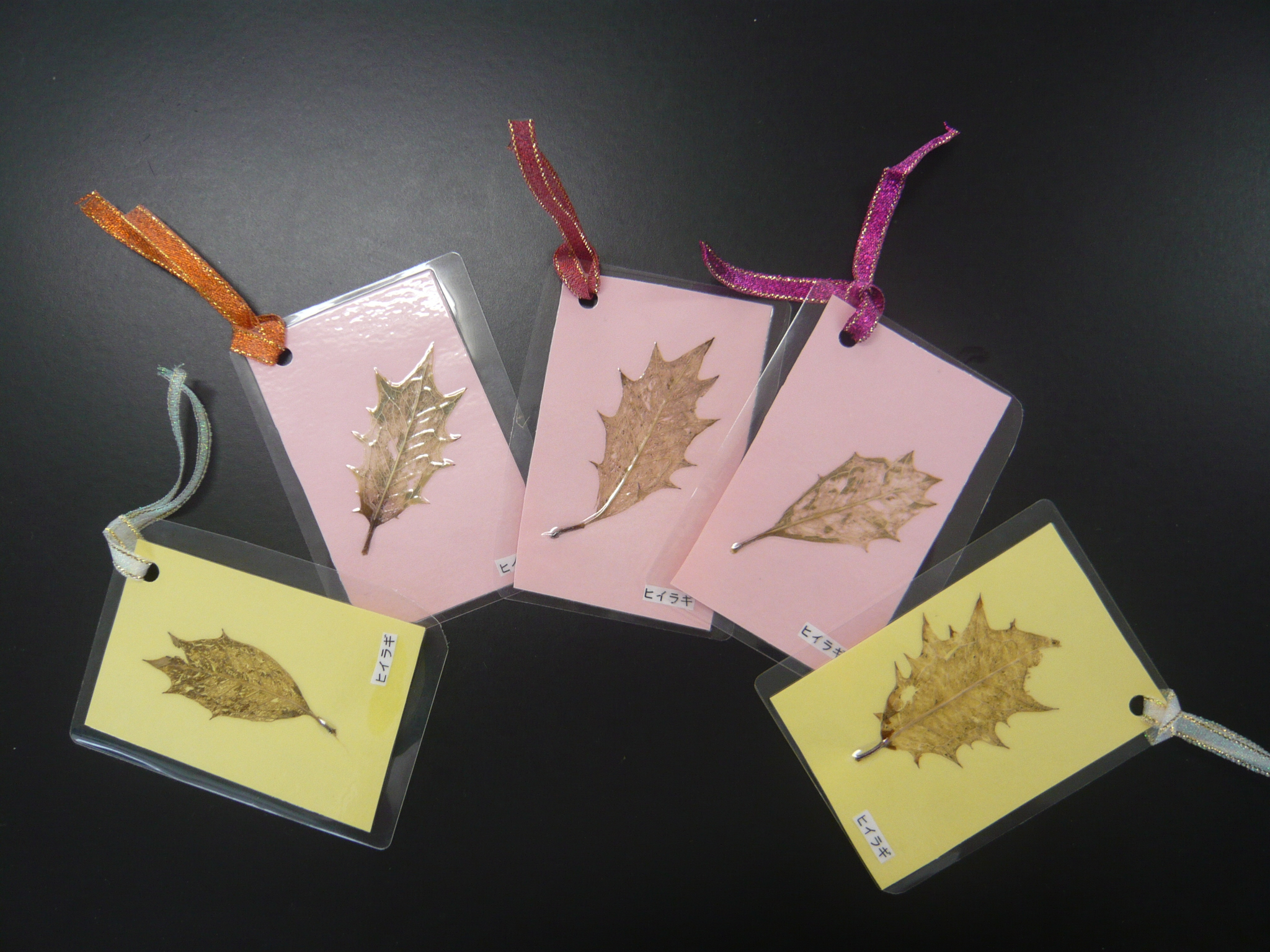
葉脈をラミネートしたもの

紙や布、樹脂など薄い素材を加工した一片が用いられ、読んでいるページに挟むことで目印とすることができる。付箋も同様に使われることがある。本の背の上部に取り付けられている紐（ひも）も用途は同じで、「しおり」と呼ばれることがある（「スピン」あるいは「栞紐」という呼称もある）。

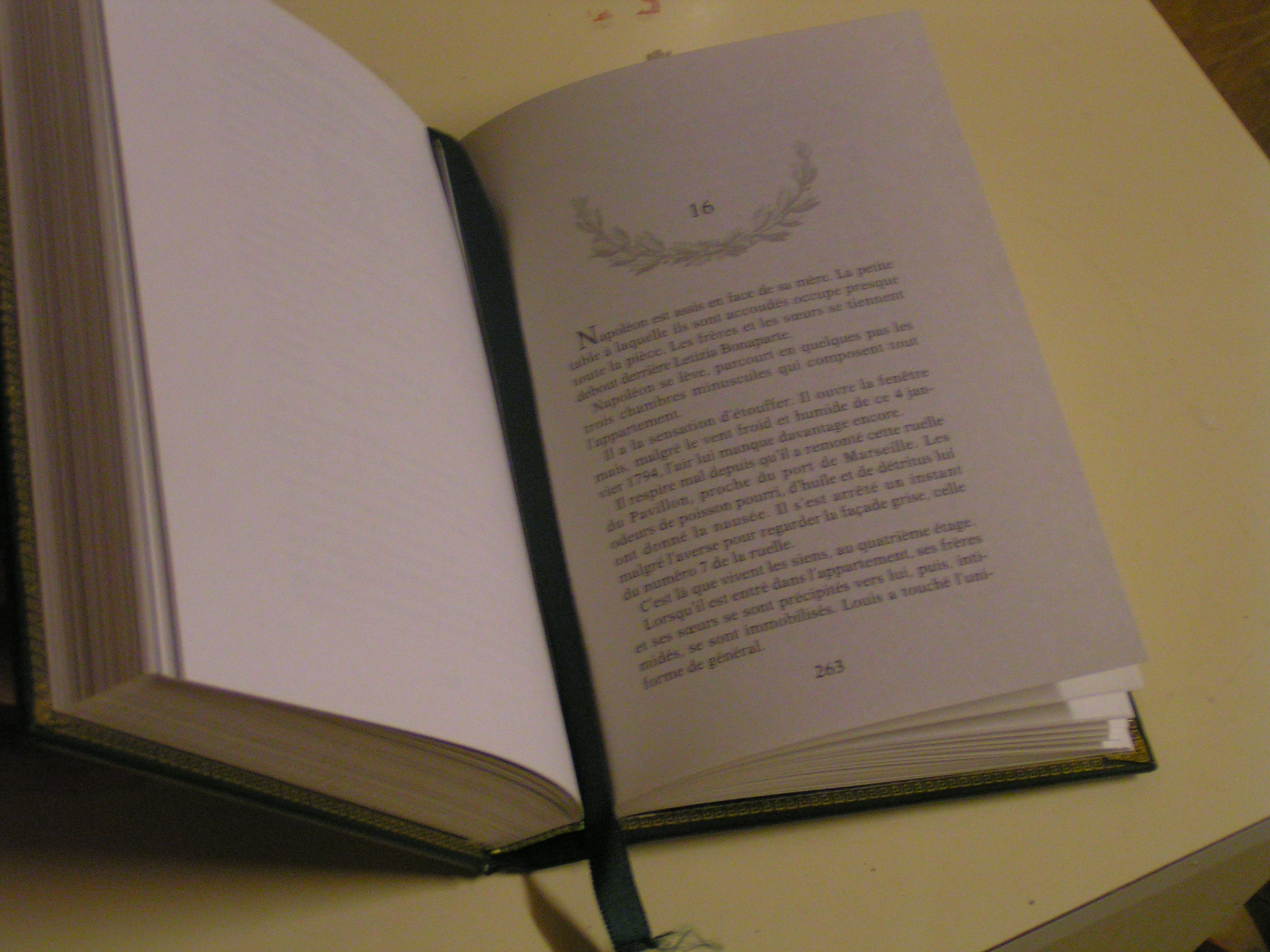
スピン

なお、リーフレットや、全集類などの叢書各配本と同梱する“月報”を「しおり」と呼ぶ場合もある（以下の「語源」を参照）。
現代の一般的な栞は長方形の硬い紙片で、上部に開けられた穴に紐が通してあるタイプもある。デザイン性が優れた栞は販売されるほか、出版社や書店が広告を入れて無料で配布したり、読み手が手近にある紙片で代用したりすることもある。中には押し花で作った風情ある栞などもある。

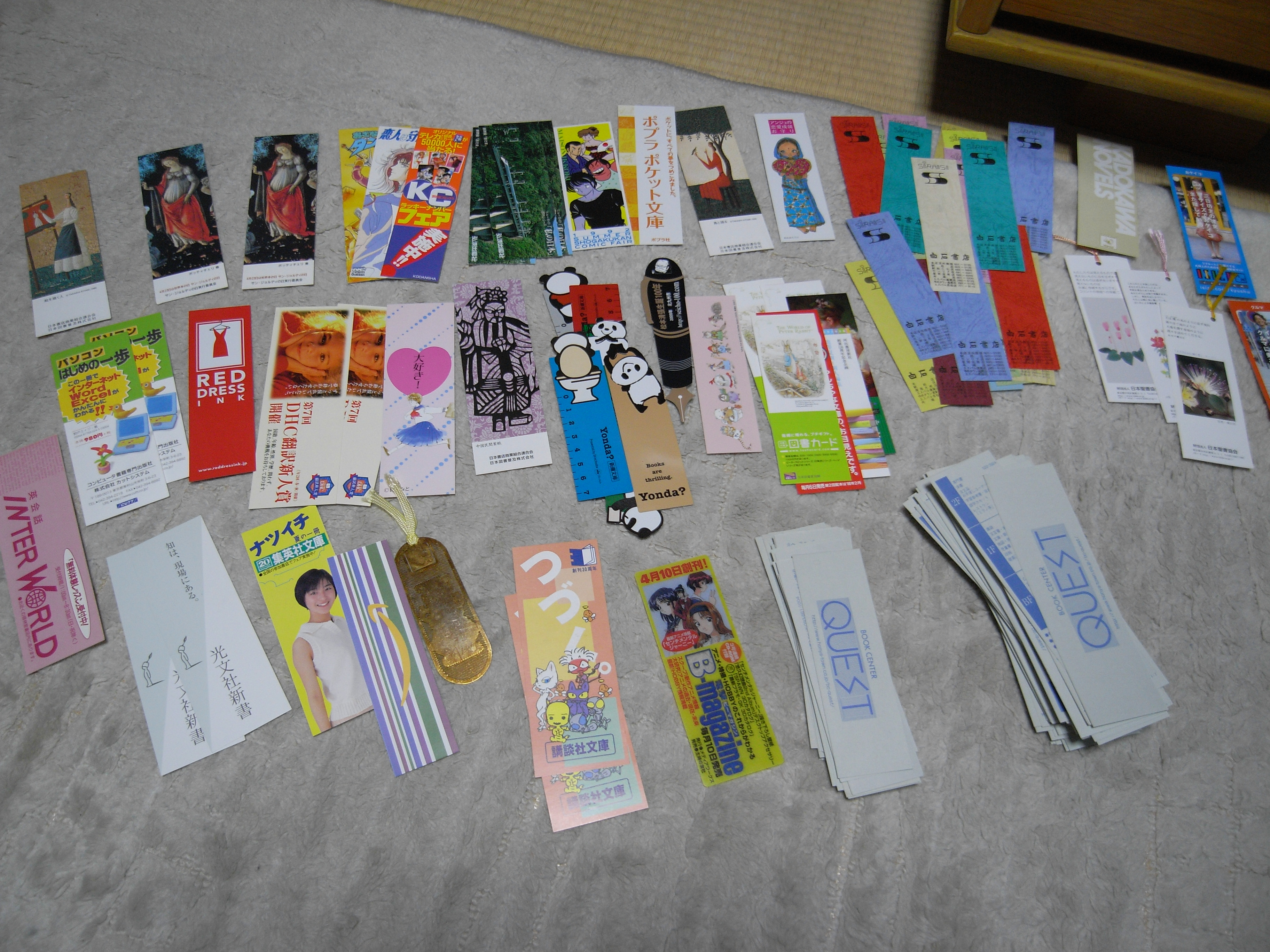
文庫本のしおり

## 歴史・語源

### 西洋
しおりは「本の誕生とともに生まれた」といわれるほど古い歴史を持つ。古くは紀元1世紀半ばのキリスト教聖職者が、信仰の対象である聖書に敬意を表しつつ読み進めるため、僧衣の一部を挟んだ。ヨーロッパでは活版印刷が普及した16世紀、当初は袋とじで売られることが多かった紙の本を切り開くため使われたペーパーナイフが、栞の代用となった。長く挟んだままにすると金属の錆が紙を傷めるため、19世紀にはシルクリボンが、その後は紙製が主流となった。

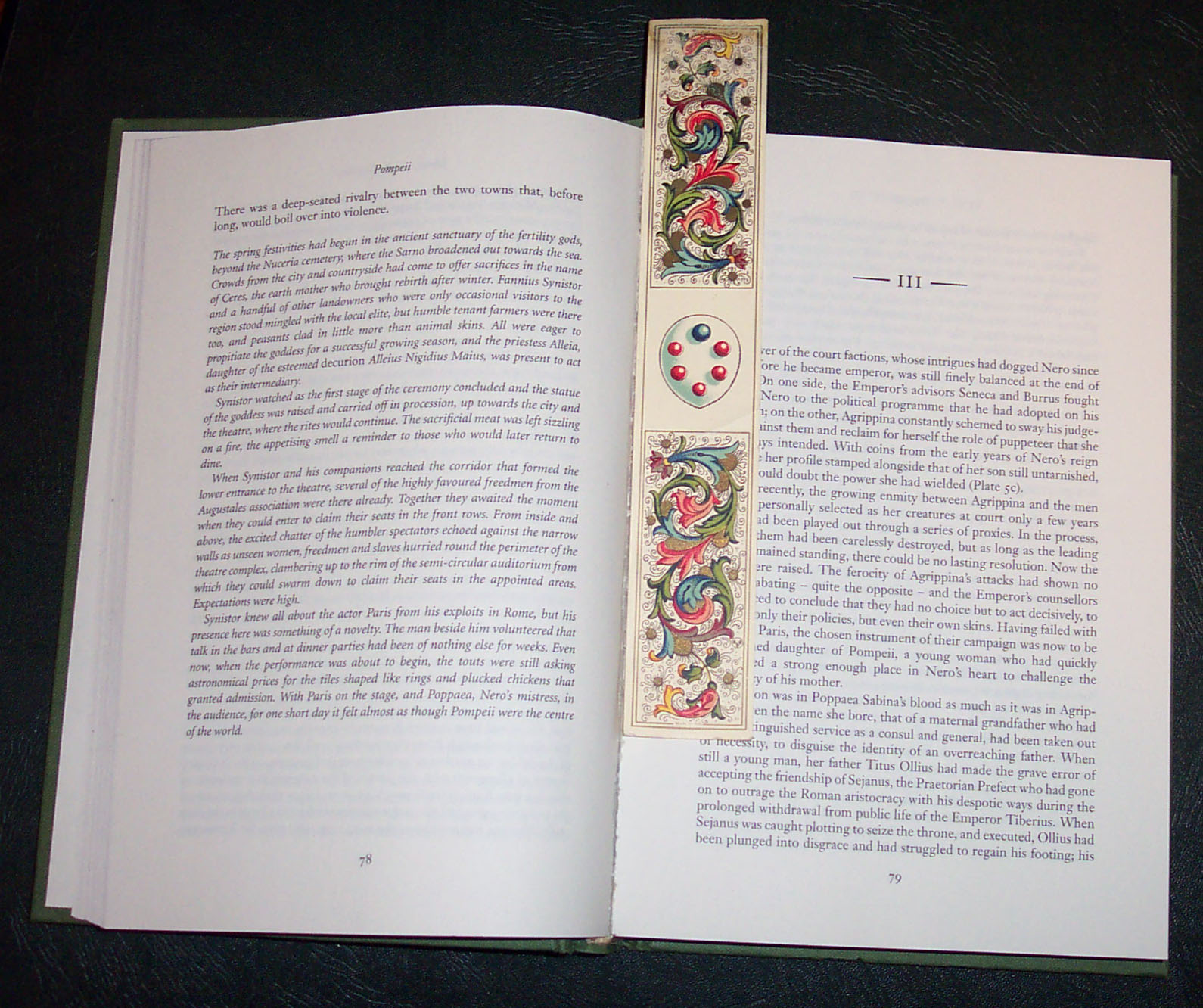
フィレンツェの紙のしおり

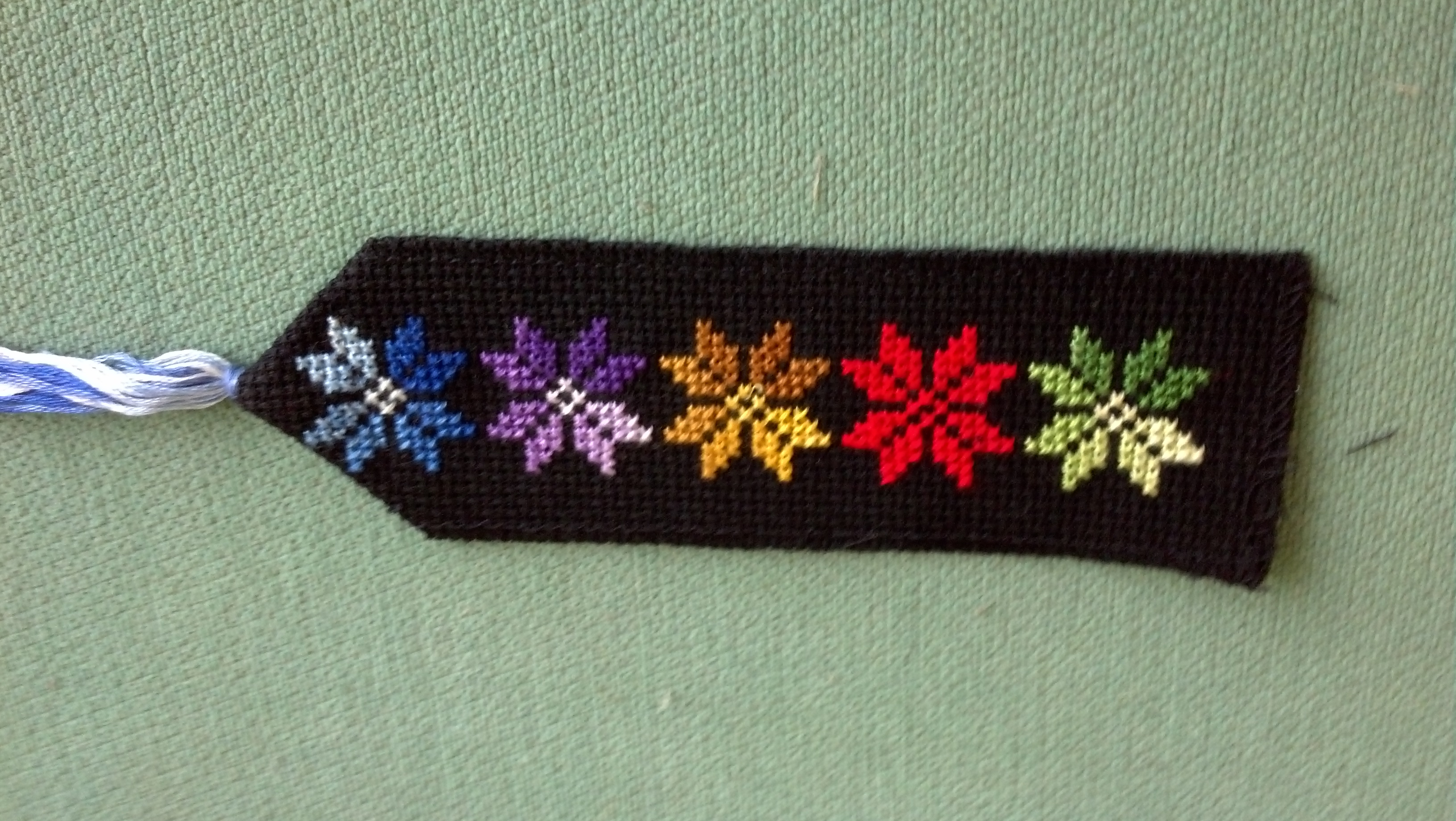
イスラエルラキアのベドウィンの刺繍のもの

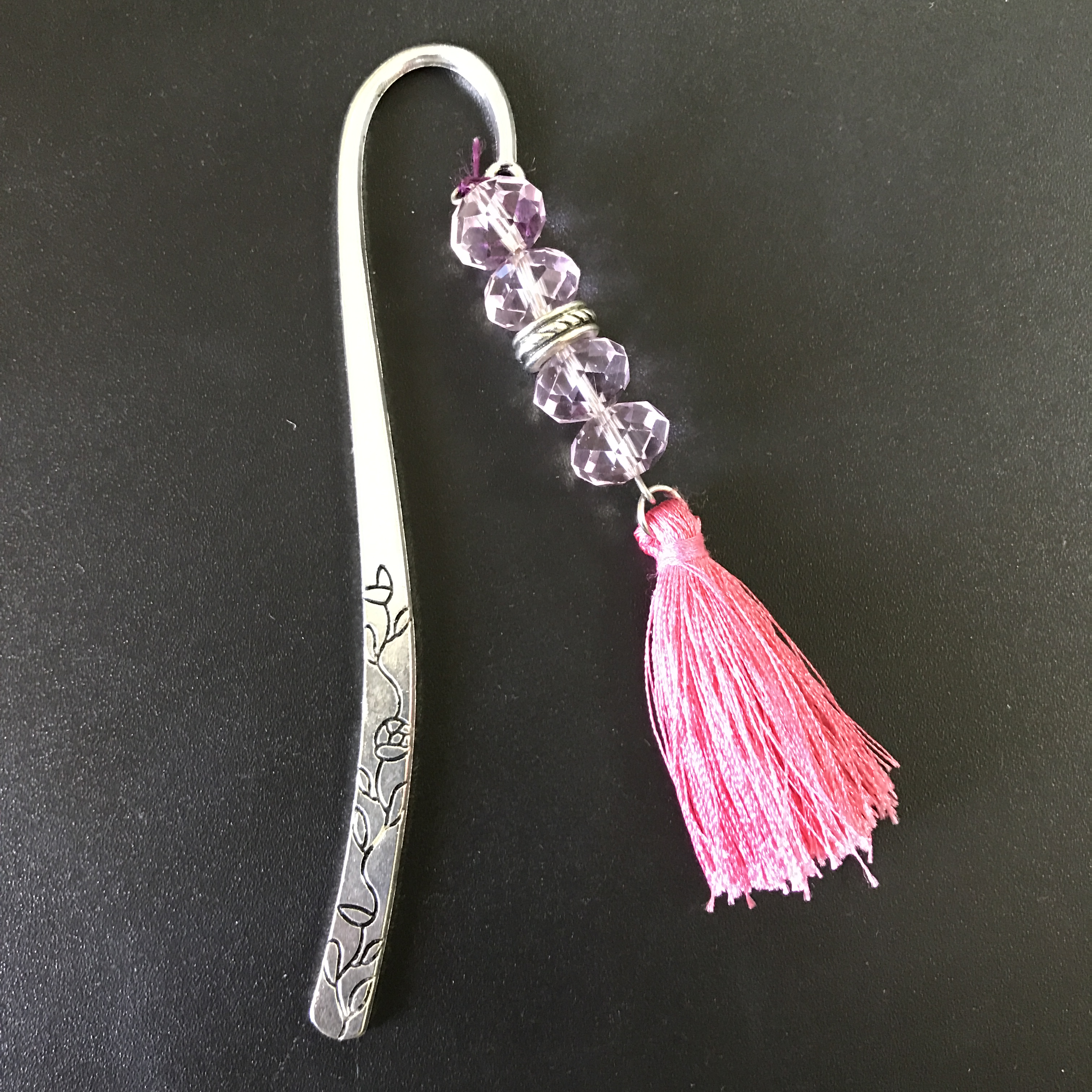
金属製のもの

### 日本
日本における原型は仏教の経巻とともに渡来した象牙の籤（せん）とされている。奈良時代から平安時代には竹製や木製の籤（せん）が使われた。また、平安時代の『枕草子』には「けふさん」というしおりの役目をする道具の記述がある（後述の夾算も参照）。
江戸時代に庶民を含めて書物が普及すると、紙縒（こより）や草花を挟んで目印とされた。現代に近い栞としては、徳川光圀が絹で包んだ紙片を後水尾天皇へ献上した。天皇はこれを慶び、西行の和歌「吉野山去年（こぞ）のしをりの道かへてまだ見ぬかたの花を尋ねむ」を引いて、枝折（しをり、しおり）と呼んだ。枝折とは、木の枝を折ることで山道などを歩く際に目印としたことから。転じて、本をどこまで読んだかという目印や初心者のための手引書などを「しおり」というようになった。ただし、「しおる」を「枝折る」と書くのは当て字で、元来は物を撓める意の「しほる（撓）」が意義分化を起こしたものである。ハ行転呼によって平安末期に「ほ」がワ行音化した結果、仮名表記までも「しをる」となり、さらに意味面から「枝折る」という漢字表記が生まれたものらしい。
明治25年（1892年）には、春陽堂書店が尾崎紅葉『三人妻』の奥付に「美麗なる彩色刷りの栞」を付けたと記している（日本で最初の厚紙製しおりとする研究者もいる）。紙製しおりが普及したのは大正時代以降である。昭和初期の円本ブームで広告付き栞が多く作られるようになり、収集や交換会が行われるようになった。
80年代からで90年代前期まで、日本の観光地で、青山みるくや高徳瑞女といったイラストレーターによるファンシーでメルヘンなイラストやポエムが印刷された栞がお土産として販売されていた。

## 用途としての「しおり」の由来
夾算（きょうさん）
巻物または書物の紙ばさみ。長さ約9センチメートル、幅約1.5センチメートル程度で、竹や木を薄く削り、3分の2ほど裂いて、それ以上裂けないように糸や紙縒などで裂け目の基部を巻いて縛ったもの。今のしおり。
箋（せん）
書籍の題名、または、年号などを記して、巻物の軸や帙簀（ちす、経典など本をまとめて包む覆い）の紐に結びつけたり、本のページの間にその上端を挿し込んだりした札。上端に穴を開けて紐を通したり、蝶番に作ったものもある。中国から伝わった。